# Tohmajärvi
Tohmajärvi é um município finlandês.
O municipio de Tohmajärvi fica na província de Finlândia Oriental ,  região de Carélia do Norte. O município tinha 5 244 habitantes (em 31 de Janeiro de 2008), segundo dados fornecidos pelo município e uma área de 751,30 km2, correspondente a uma densidade populacional de 7.0 habitantes por km².
É a cidade de nascença da cantora finlandesa Katri Helena.